# Nagréongo (département)
Nagréongo est un département et une commune du Burkina Faso situé dans la province Oubritenga et dans la région Plateau-Central. En 2006, sa population comptait 23 318 habitants.

## Géographie

### Villages administrativement autonomes
- Nagréongo (2 019 habitants), chef-lieu
- Baadnogo (829 habitants)
- Gondogo (807 habitants)
- Kolokom (3 382 habitants)
- Laongo-Taoré (361 habitants)
- Linoghin (1 797 habitants)
- Malgrétenga (1 210 habitants)
- Nahartenga (699 habitants)
- Napamboumbou (1 025 habitants)
- Pengdwendé (699 habitants)
- Sarogo (2 606 habitants)
- Satté (308 habitants)
- Signoghin (1 728 habitants)
- Tamanéga (502 habitants)
- Tanvoussé	(1 230 habitants)
- Toghin-Bangré (1 417 habitants)
- Watinooma (1 804 habitants)
- Wavoussé (517 habitants)
- Youtenga (378 habitants)

## Santé et éducation
Le département de Nagréongo possède trois centres de santé et de promotion sociale (CSPS), à Nagréongo, Baadnogo et Kolokom, tandis que le centre médical avec antenne chirurgicale (CMA) de la province se trouve à Ziniaré.